# Classe Hamina
Le navi di classe Hamina, progettate per sostituire le unità di classe Helsinki demolite o cedute alla marina militare croata, costituiscono una serie di quattro motocannoniere missilistiche in servizio presso la marina militare finlandese. Realizzate tra il 1998 e il 2006 presso i cantieri della Aker Finnyards di Rauma queste unità rappresentano il massimo della piccola forza armata.

## Caratteristiche

### Scafo
Più avanzate rispetto alle quattro motocannoniere della classe Rauma, queste unità sono state progettate come navi stealth: realizzate in alluminio e materiali compositi, la forma degli scafi è stata studiata per offrire il minor ritorno possibile e le parti metalliche sono state ricoperte da materiale radar assorbente, utilizzando anche materiali privi di eco radar come kevlar e balsa. Per lo stesso motivo nello scafo non sono presenti finestre, eccezion fatta ovviamente per la plancia.
La fibra di carbonio presente nei materiali compositi, inoltre, a differenza della fibra di vetro è in grado di bloccare le onde radio, garantendo in questo modo alla nave protezione contro gli impulsi elettromagnetici e schermando anche le emissioni verso l'esterno degli apparati radio di bordo.
Sono stati studiati anche accorgimenti per ridurre la traccia termica: i gas di scarico dei motori possono essere espulsi sott'acqua e attorno allo scafo sono stati disposti 50 ugelli che possano raffreddarlo mediante acqua marina; questi ugelli sono anche utilizzabili per decontaminare le navi in caso di attacco chimico o nucleare.

### Propulsione
Il sistema di propulsione delle navi è basato su due motori diesel MTU 16V538 TB93 da 2.760 kW di potenza che alimentano due idrogetti Rolls-Royce KaMeVa 90SI. L'uso degli idrogetti al posto delle eliche consente una velocità massima di oltre 30 nodi e ottime prestazioni in termini di accelerazione e manovrabilità anche in acque basse. Sono presenti inoltre due generatori ausiliari in grado di erogare 270KVA.
L'autonomia è superiore alle 500 miglia nautiche.

### Armamento
Il principale strumento offensivo della classe Hamina è costituito dai quattro missili Saab RBS-15, impiegabili contro bersagli sia terrestri che navali. Le artiglierie, composte dal cannone Bofors da 57mm e dalle due mitragliere NSV da 12,7mm, sono impiegabili sia per il fuoco di superficie che per l'autodifesa da attacchi aerei, sebbene per quest'ultima eventualità le principali difese siano costituite dal complesso a otto celle del missile superficie/aria sudafricano a guida infrarossa Umkhonto block 2 e dal sistema di contromisure elettroniche MASS.
Il 14 dicembre 2019 è stato annunciato che durante il mid-life update delle unità, i missili Saab RBS-15 verranno sostituiti dai missili antinave israeliani Gabriel-V.
Per la difesa contro minacce sottomarine è presente inoltre un binario per la posa di mine Sea Mine 2000.

## Unità
- Hamina (80)
- Tornio (81)
- Hanko (82)
- Pori (83)

Tutte le unità sono basate a Upinniemi.
Nel 2014 era stato annunciato che la classe Hamina sarebbe stata sottoposta ad un programma di ammodernamento con lo scopo di estenderne la vita operativa fino a dopo il 2030, ma questo programma è stato accantonato a seguito della scoperta di danni da fatica agli scafi delle navi di classe Rauma. Con queste navi confinate in porto, infatti, fermare per i lavori anche la classe Hamina avrebbe di fatto lasciato la marina finlandese priva della componente da combattimento. Nell'ottobre 2017 il ministro della difesa finlandese Jussi Niinistö ha annunciato di aver firmato un contratto preliminare da un milione di euro con Patria per l'ammodernamento delle quattro unità.